# Шепіт (Вижницький район)
Ше́піт — село у Селятинській сільській громаді Вижницького району Чернівецькій області України. 

## Географія

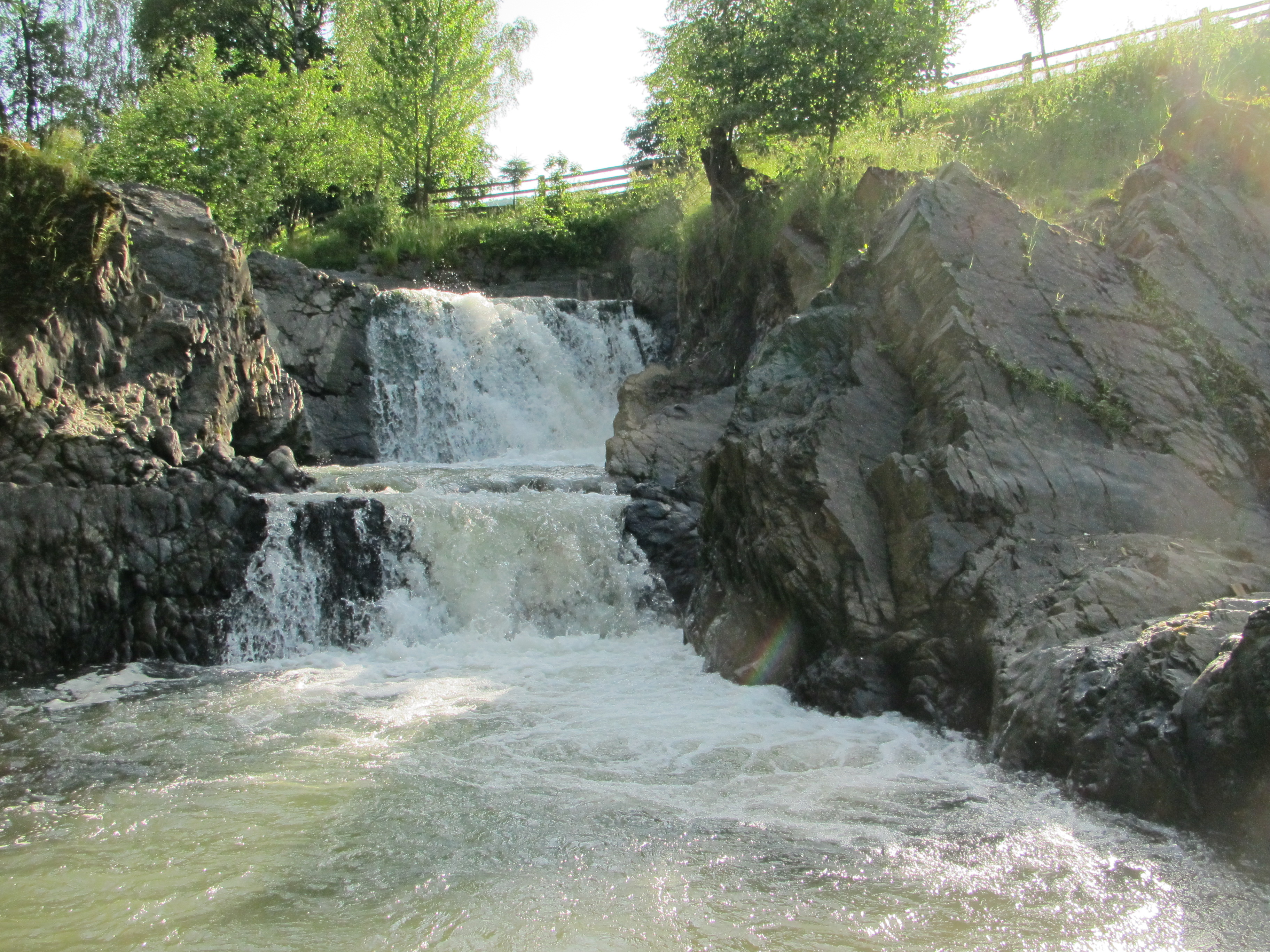
Сучавський Гук

Село Шепіт лежить на березі річки Сучава, на якій розташований водоспад «Сучавський Гук» який має вид каскаду з трьома уступами загальною висотою п'ять метрів. Біля третини території села є державний кордон з Румунією. 
Відстань до Путили становить бл. 32 км і проходить автошляхом Т 2601. Неподалік від села розташований пункт пропуску на кордоні з Румунією Шепіт—Ізвори.
До села Сарата дорога пролягає через перевал Семенчук (1410 м).
У селі річка Кобилара і струмок Горбанєвський впадають у Сучаву.

## Назва
Ймовірно, назва пов’язана з геологічним заказником – водоспадом Сучавський Гук. Адже слово «шипіт» по-гуцульськи значить поріг на річці. Зустрічаються в гуцулів такі слова як «шептій» чи «шептуха» – це знахар чи знахарка, які лікують замовляннями. В часи Австрійської імперії село мало назву Шепіт-Камерал («камеральний» означає державний маєток часів Австро-Угорщини). За часів панування боярської Румунії село називалося Шепіт на Сучаві тому, що воно розташоване вздовж річки Сучава. Місцеве населення називало село Шепіт – Ізвірський.

## Історія
Вперше село Шепіт згадується в дарчій грамоті молдавського господаря Штефана Великого 15 березня 1490 року, в якій він подарував його монастирю Путна.
За переписом 1900 року в селі Шипіт Радівецького повіту були 804 будинки, проживали 3323 мешканці: 2551 українець, 18 румунів, 123 німці, 391 єврей, 167 поляків. Також був фільварок Ізвори (були 18 будинків, проживали 65 мешканців: 17 українців, 2 румуни, 29 німців, 7 євреїв, 2 поляки).
З 1914 до 1938 року за маршрутом Радівці (сучасна Румунія) – Шепіт (кінцева зупинка «Велика станція») функціонувала залізниця, мощена залізними шпалами. У цьому гірському селі, де проживало понад 10 тисяч осіб (більше, ніж наразі у найбільшому в Україні селі Клішківці), працювало кілька пилорам, два водяні млини на річці Сучава. Великими партіями сплавлявся ліс.

## Населення

### Мова
Розподіл населення за рідною мовою за даними перепису 2001 року:
| Мова       | Кількість | Відсоток |
| ---------- | --------- | -------- |
| українська | 680       | 99.56%   |
| румунська  | 2         | 0.29%    |
| російська  | 1         | 0.15%    |
| Усього     | 683       | 100%     |

## Символіка
Герб села Шепіт затверджено рішенням сільської ради № 189/9-08 від 18 січня 2008 року. У зеленому полі відокремлене хвилеподібне (S-подібне) золоте підніжжя, на увігнутій частині золоте дерево, на вигнутій така ж сарна. 
У гербі використано мотив з печатки села XIX століття. Автор проєкту — А. Гречило.

## Пам'ятки

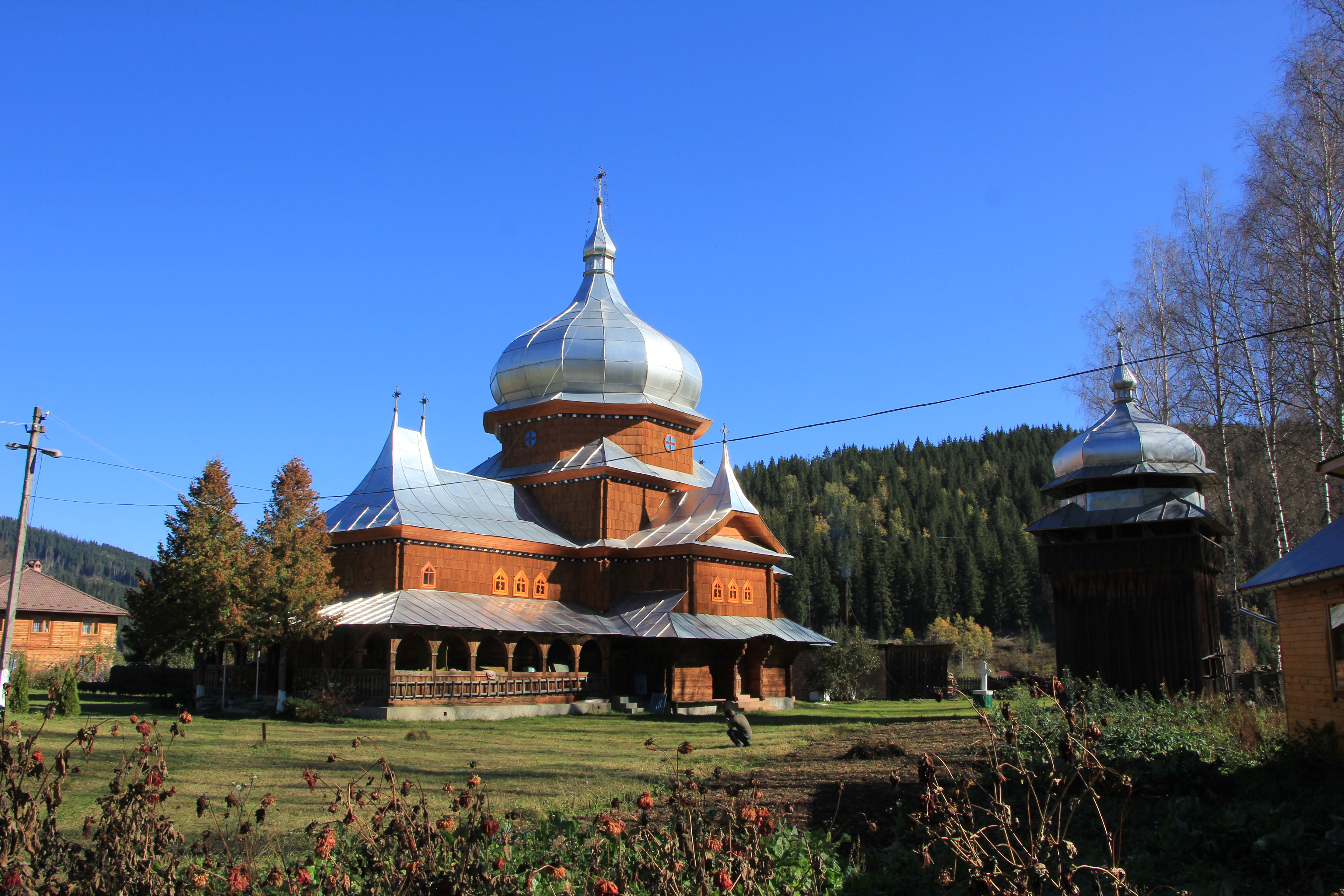
Дерев'яна церква Св. Іллі 1898р.

У селі розташований геологічний заказник — водоспад «Сучавський Гук». Звідси починається туристичний маршрут до гори Томнатик, на Чивчинські та Гринявські гори. На південний захід від села розташовані ботанічні пам'ятки природи — «Арніка» і «Буковинка». 

### Церква
Іллінська Церква (1898 рік) — дерев'яний храм, який визначений як Пам'ятник архітектури національного значення Чернівецької області № 1763 1. Належить Українській православній церкві московського патріархату. Була зведена на честь ювілейного правління цісаря Франса Йозефа (різні дослідники вказують на 50-ти чи то 60-річчя обіймання трону). У храмі досі зберігається унікальний цісарський трон. Висота церкви – 30 м. А стиль будівництва належить до модерну.
1950 р. настоятель о. Петро Тимофійчук (1898 с. Вовчківці, Коломийський району, Івано-Франківської області — 1986), висвячений 1950 р. в Миколаївському соборі м. Чернівців.

## Уродженці
- Чіпріан Порумбеску — румунський композитор, автор мелодії національного гімну Албанії;
- Дмитро Горбан — 14 січня 2016 р. на 38-му році життя пішов у вічність мобілізований військовозобов’язаний, доброволець, колишній голова Шепітської сільської ради Дмитро Горбан, який служив в 58-й окремій моторизованій бригаді на території Донецької області.

## Світлини

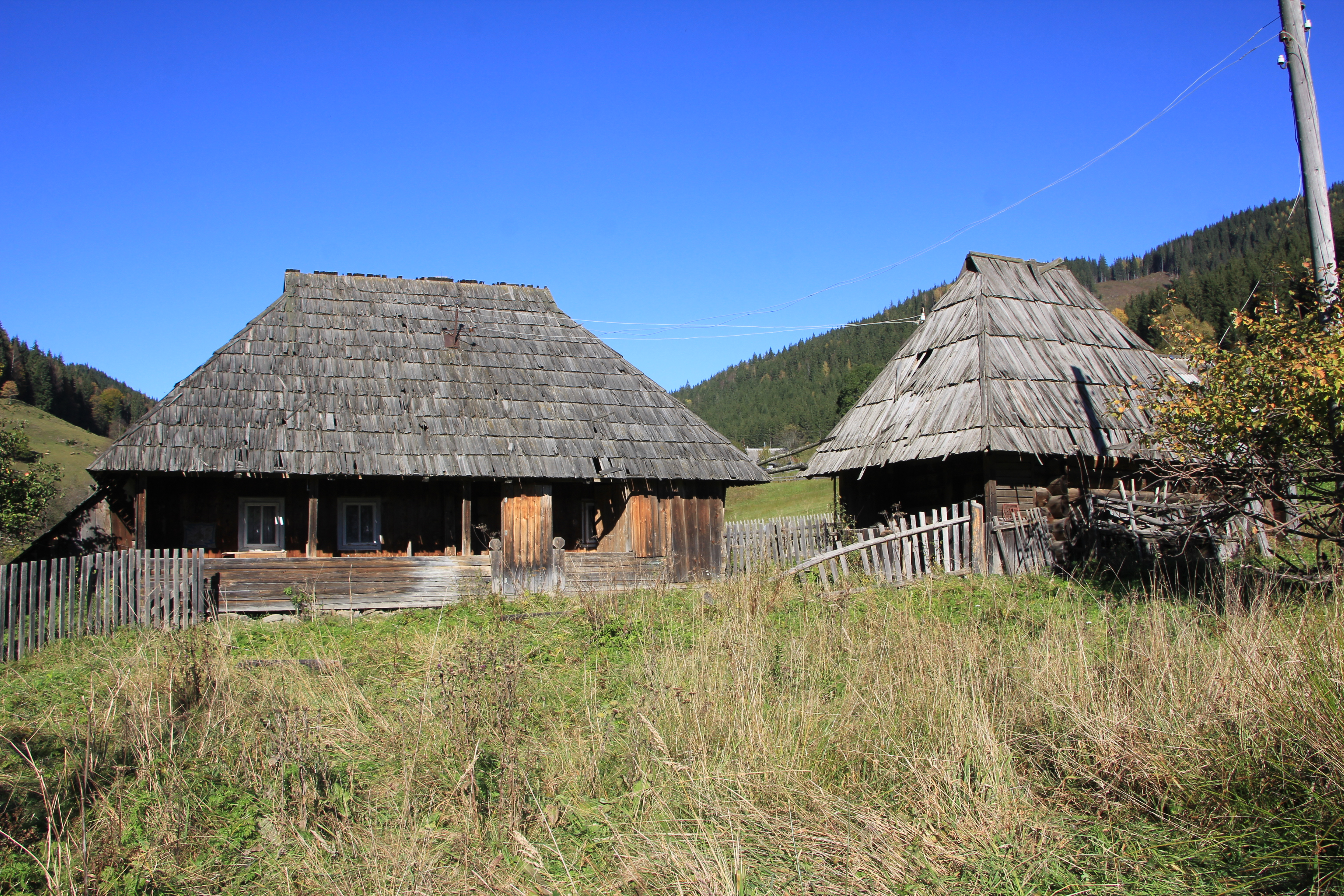
Дерев'яна церква Св. Іллі 1983 р.
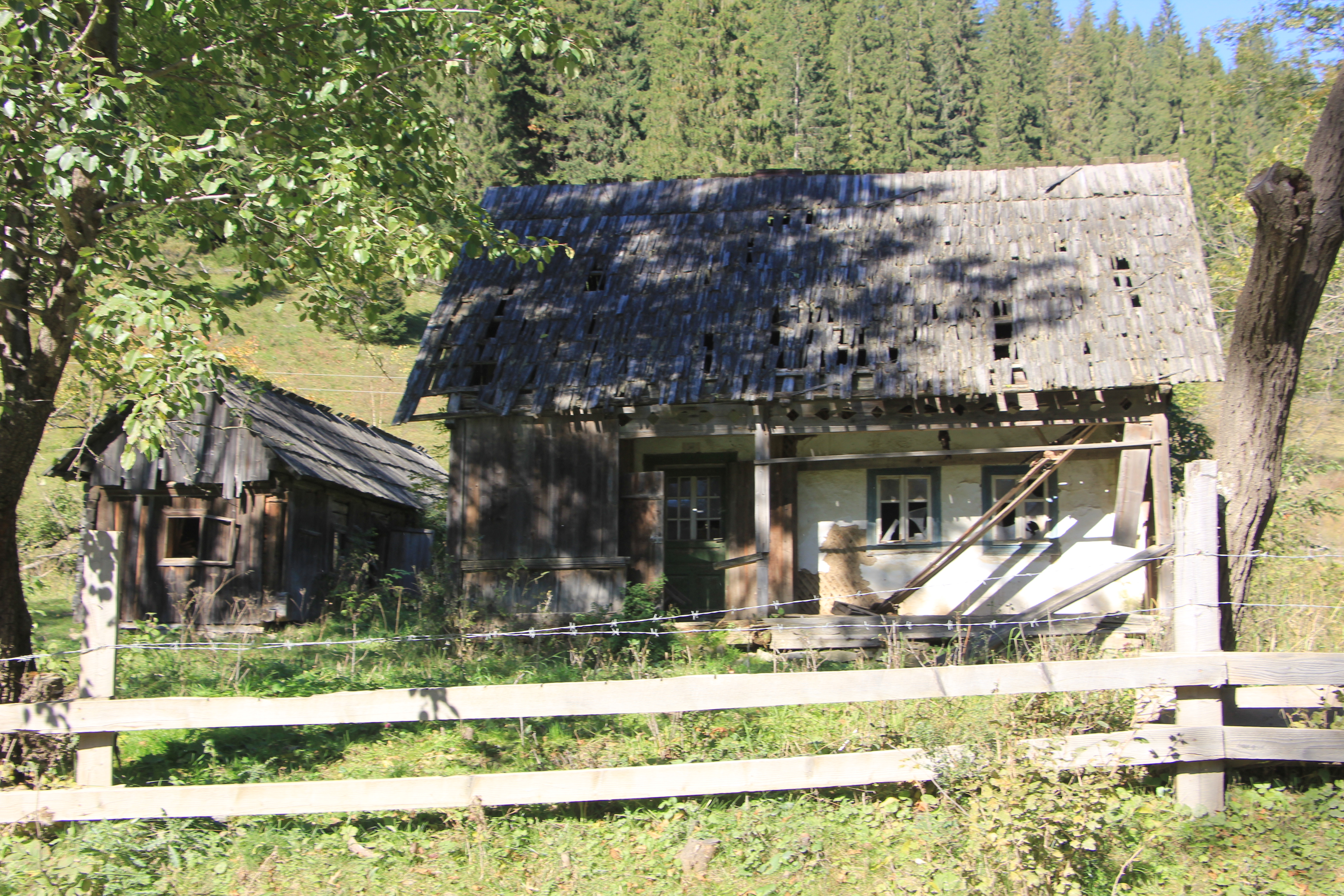
Стара дерев'яна хата та стайня